# Kevin Calia
Kevin Calia (Castel San Pietro Terme, 9 settembre 1994) è un pilota motociclistico italiano, campione Italiano classe Moto3 nel 2012.

## Carriera
Calia inizia la carriera da pilota professionista nel 2008 disputando la MotoGP Rookies Cup, che conclude 18º con 24 punti, e il campionato italiano che conclude 28º con 2 punti. Partecipa alla Rookies Cup anche nel 2009, posizionandosi 12º con 37 punti, mentre nel 2010 ottiene una vittoria, due podi e tre giri più veloci, classificandosi 6º nella graduatoria piloti con 97 punti. Nello stesso lasso di tempo, disputa le prime gare nel campionato Italiano velocità, classe 125, nelle stagioni 2008 e 2009, ottenendo qualche punto. Nel 2010 e 2011 è pilota titolare nel campionato italiano con motociclette Rumi e Aprilia conquistando sette piazzamenti a podio ed il terzo posto come miglior risultato in classifica di campionato. Sempre nel 2010 si classifica 22º nell'europeo classe 125 svoltosi in gara unica ad Albacete. Nel 2011 inoltre partecipa, in qualità di wild card, ai Gran Premi del Mugello e di Misano del motomondiale 125 senza ottenere punti. Nel 2012, con una Honda del team Elle 2 Ciatti, vince il titolo della classe Moto3 del campionato italiano. In questa stagione con lo stesso team del campionato italiano, disputa nuovamente due gare nel motomondiale conquistando i primi punti iridati, e si classifica al terzo posto nel campionato europeo ad Albacete. Nel 2013 corre con il team Barni Racing, disputa il campionato italiano Superbike piazzandosi nono e, in qualità di pilota sostitutivo, le ultime due gare della Superstock 1000 FIM Cup conquistando dieci punti.
Nel 2014 inizia una collaborazione triennale con il team Nuova M2 Racing che porta Calia a disputare il campionato italiano Superbike e la Superstock 1000 FIM Cup. In questo periodo, in sella all'Aprilia RSV4 ottiene come migliori risultati il secondo posto nel CIV 2016 ed il terzo posto nella Stock 1000 sempre nel 2016. Contribuisce inoltre, anche con le sue prestazioni, alla conquista del titolo costruttori Stock 1000 di Aprilia nel 2015. Nel 2017 passa al team Phoenix Suzuki Racing con cui disputa le prime gare del campionato italiano Superbike e dell'europeo Superstock. Dalla seconda gara al Mugello passa al team CM Racing, nel CIV, conquistando un podio con la Kawasaki ZX-10R. Nel biennio 2018-2019 Calia è pilota titolare nel CIV con il team Penta Motorsport concludendo i campionati, con una Suzuki GSX-R1000, rispettivamente al dodicesimo e nono posto.
Nel 2020 inizia il terzo anno con il team Penta Motorsport per poi passare, a stagione in corso, al team DMR Racing con una BMW S1000RR. Conclude la stagione al sesto posto con settantuno punti.
Nel 2021 partecipa al campionato mondiale Endurance nella categoria Superstock, con la Suzuki GSX-R 1000 del team No Limits Motor, in squadra con Luca Scassa e Alexis Masbou. Gareggia con discreto successo nelle gare di durata anche nelle stagioni successive. Nel 2024 esordisce nel mondiale supersport: viene chiamato a sostituire l'infortunato Lorenzo Baldassarri al Gran Premio di Cremona concludendo le due prove senza ottenere punti.

## Risultati in gara

### Motomondiale
| 2011 | Classe | Moto    |  |  |  |  |  |  |  |     |  |    |  |  |    |  |  |  |  |  | Punti | Pos. |
| ---- | ------ | ------- |  |  |  |  |  |  |  | --- |  | -- |  |  | -- |  |  |  |  |  | ----- | ---- |
| 2011 | 125    | Aprilia |  |  |  |  |  |  |  | Rit |  | NE |  |  | 16 |  |  |  |  |  | 0     |      |

| 2012 | Classe | Moto  |  |  |  |  |  |  |  |  |    |    |  |  |     |  |  |  |  |  | Punti | Pos. |
| ---- | ------ | ----- |  |  |  |  |  |  |  |  | -- | -- |  |  | --- |  |  |  |  |  | ----- | ---- |
| 2012 | Moto3  | Honda |  |  |  |  |  |  |  |  | 14 | NE |  |  | Rit |  |  |  |  |  | 2     | 35º  |

| Legenda | 1º posto        | 2º posto            | 3º posto            | A punti      | Senza punti        | Grassetto – Pole position Corsivo – Giro più veloce |
| Legenda | Gara non valida | Non qual./Non part. | Ritirato/Non class. | Squalificato | '-' Dato non disp. | Grassetto – Pole position Corsivo – Giro più veloce |

### Campionato mondiale Supersport
| 2024 | Moto    |  |  |  |  |  |  |  |  |  |  |  |  |  |  |  |  |     |    |  |  |  |  |  |  | Punti | Pos. |
| ---- | ------- |  |  |  |  |  |  |  |  |  |  |  |  |  |  |  |  | --- | -- |  |  |  |  |  |  | ----- | ---- |
| 2024 | Triumph |  |  |  |  |  |  |  |  |  |  |  |  |  |  |  |  | Rit | 24 |  |  |  |  |  |  | 0     |      |

| Legenda | 1º posto        | 2º posto            | 3º posto           | A punti      | Senza punti        | Grassetto – Pole position Corsivo – Giro più veloce |
| Legenda | Gara non valida | Non qual./Non part. | Ritirato/Non class | Squalificato | '-' Dato non disp. | Grassetto – Pole position Corsivo – Giro più veloce |